# Oslov
Oslov é uma comuna checa localizada na região da Boêmia do Sul, distrito de Písek.